# Суд над Рубеном Крандаллом

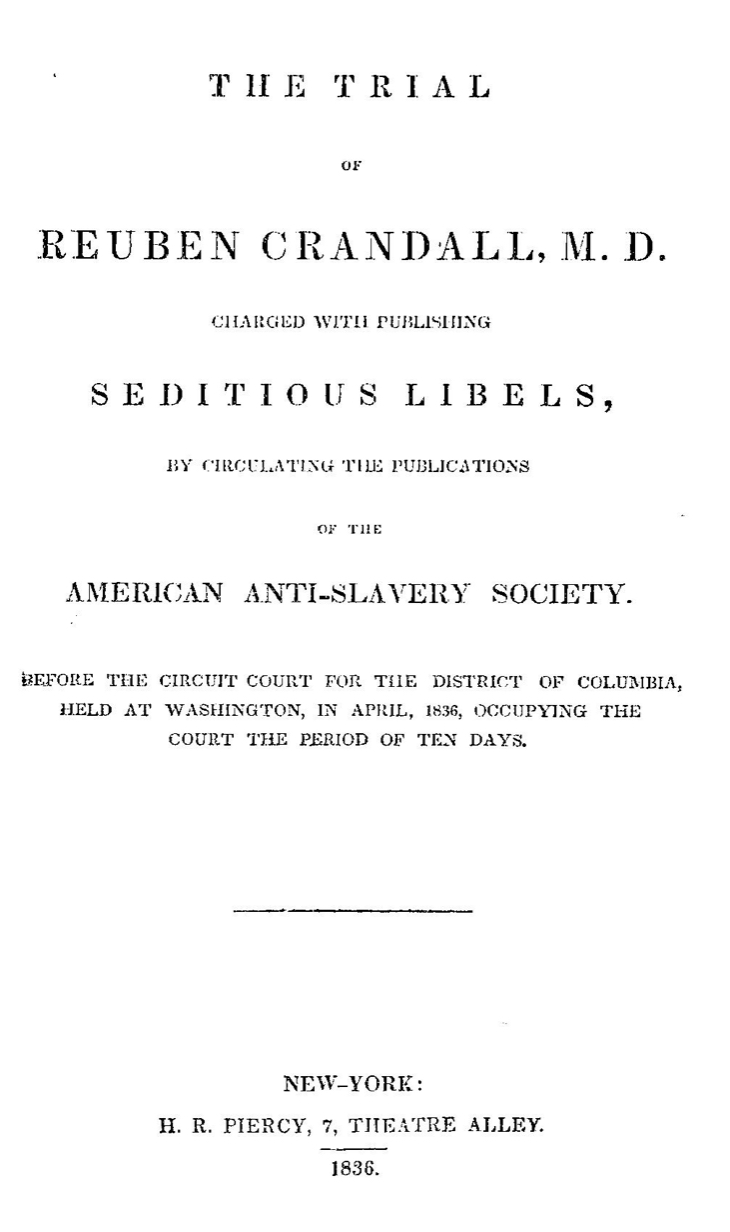
Брошюра о судебном процесса над Крандаллом

Рубен Крандалл (англ. Reuben Crandall; 6 января 1806 — 17 января 1838) — американский врач, арестованный в округе Колумбия 10 августа 1835 года по обвинению в «подстрекательской клевете и подстрекательстве рабов и свободных чернокожих к восстанию», из-за обнаружения у него материалов аболиционистов, изображавших американское рабство как жестокое и греховное. Возмущённая толпа хотела линчевать Крандалла, от этой участи его спасло только то, что местные власти вызвали ополченцев, которые не допустили самосуда. Впоследствии присяжные оправдали Крандалла, но из-за очень высокого залога он оставался в тюрьме почти восемь месяцев, где заразился туберкулёзом. Крандалл умер вскоре после освобождения. Это был первый судебный процесс по делу о подстрекательстве к мятежу в Соединенных Штатах. Суд над Крандаллом усилил поддержку аболиционизма, а пресса высказала значительное сочувствие к обвиняемому.
В 1835 году 18-летний раб Артур Боуэн, принадлежавший вдове Анне Торнтон, вернувшись домой встал у двери её спальни с топором, но был быстро арестован отчасти при содействии собственной матери, которая находилась в одной комнате с Тортон, и был доставлен в тюрьму. Хотя окружной прокурор Фрэнсис Скотт Ки смог заручиться федеральной помощью и защитил Боуэна от разъярённой толпы, в городе вспыхнули беспорядки белых рабочих, сопровождавшихся уничтожением имущества чернокожих. В ходе беспорядков был арестован уроженец Коннектикута, врач и ботаник Рубен Крандалл, в учреждении которого один из посетителей обнаружил аболиционистскую литературу с пометкой «читать и распространять». Хотя участие Крандалла в каких-либо аболиционистских объединениях не было доказано, он вызывал подозрение, так как его сестра Пруденс организовала школу для чернокожих детей. Его допросили прямо в тюрьме.
Прокурор Ки пытался осудить Крандалла не только на основании брошюры, которую увидел его посетитель, но и на основании других антирабовладельческих бумаг, которые он хранил в сундуке. Никаких доказательств того, что он собирался их распространять не было. Прокурор настаивал на том, что опасная «тенденция» содержащаяся в материалах способна вызвать социальные потрясения. Адвокаты Крандалла подчёркивали важность проведения надлежащей правовой процедуры: во время процесса они зачитали отрывки из осуждения рабства самим Ки, чтобы доказать, что статьи Крандалла были не более провокационными, чем слова самого Ки. Присяжные оправдали Крандалла, но суд отказал ему в освобождении под залог. Он умер в 1838 году после заражения туберкулёзом в тюрьме. Боуэн был приговорён к смертной казни, но помилован президентом Джексоном и продан другому рабовладельцу за пределами округа Колумбия.